# Poieni (Bucium), Alba
Poieni (Bucium, Alba) este un sat în comuna Bucium din județul Alba, Transilvania, România.